# Skriftläsning
Skriftläsning är en läsning ur Bibeln inom ramen för liturgin, särskilt i mässan. En kristen gudstjänst innehåller som regel alltid minst en dylik, som ofta ligger till grund för predikan.
För urvalet av skriftläsningar (perikoper) finns det i många kristna samfund fasta ordningar, ibland kallade evangelieböcker. I vissa samfund tillämpas i stället lectio continua.